# جزيرة شاتر (رواية)
جزيرة شاتر (بالإنجليزية: Shutter Island)‏ هي رواية للكاتب الأمريكي دينيس ليهان، نشرتها هاربر كولنز في أبريل 2003. تم إصدار فيلم يحمل نفس الاسم، استناداً من أحداث الرواية في فبراير 2010. قال ليهان إنه سعى إلى كتابة رواية ستكون بمثابة تكريم للأماكن القوطية، وأفلام الدرجة الثانية، واللب. ووصف الرواية بأنها مزيج من أعمال شقيقات برونتي وفيلم غزو خاطفي الجسم عام 1956. كان نيته كتابة الشخصيات الرئيسية في وضع قد يفتقرون فيه إلى موارد القرن العشرين مثل الاتصالات اللاسلكية. كما بنى الكتاب ليكون أكثر تشويشا من كتابه السابق، نهر ميستيك.
كانت مستوحاة من ليهان من المستشفى والأراضي في لونغ آيلاند في ميناء بوسطن لنموذج المستشفى والجزيرة. قام ليهان بزيارتها في عاصفة ثلجية قوية عام 1978 كطفل مع عمه وعائلته.